# Miles de Gloucester
Milo ou Miles de Gloucester, parfois Miles Fitz Walter († 24 décembre 1143), 1er comte d'Hereford, lord de Brecknock et d'Abergavenny, shérif du Gloucestershire, et connétable d'Angleterre, fut un important baron normand, l'un des acteurs principaux de la guerre civile anglaise dite l'Anarchie anglaise qui opposa le roi Étienne d'Angleterre à Mathilde l'Emperesse, pour la couronne d'Angleterre.

## Biographie

### Sous le règne d'HenriIer
Il est le fils de Gauthier de Gloucester († v. 1126), shérif héréditaire du Gloucestershire et connétable d'Angleterre, et de Berthe. Son grand-père paternel est Roger de Pitres († avant 1086), un membre de la maison militaire de Guillaume FitzOsbern, qui est shérif du Gloucestershire et gardien du château de Gloucester. Ses possessions dans les comtés du Gloucestershire et du Herefordshire sont connus comme l'honneur de Caldicot. Son frère Durand prend la suite de ses offices, qui passent ensuite à Gauthier vers 1097. Celui-ci acquiert l'office de connétable d'Angleterre probablement en 1114.
Miles succède à son père aux alentours de 1126. Ses charges de shérif du Gloucestershire et de châtelain de Gloucester lui sont confirmés en 1136 par d'Étienne d'Angleterre. Par mariage, il entre en 1121 en possession de la marche galloise de Brecknock. Sa femme est la fille et seule héritière de Bernard de Neuf-Marché, le conquérant de l'ancien Royaume de Brycheiniog (devenu Brecknockshire). À la mort de ce dernier, en 1125, il hérite aussi des possessions de son beau-père dans le Herefordshire. Vers 1141, Mathilde l'Emperesse lui donne la seigneurie d'Abergavenny en récompense. Elle appartient toujours à Brian FitzCount, mais il est autorisé à l'administrer.
Ayant un pouvoir important dans l'ouest du Royaume d'Angleterre, Miles est choisi par Henri Ier Beauclerc pour être l'un de ses « nouveaux hommes », sur qui il compte pour administrer le royaume à la place des représentants des familles plus établies. En 1130, il est installé comme shérif du Staffordshire. Il partage son influence dans l'ouest du royaume avec Pain FitzJohn, le shérif du Herefordshire et du Shropshire.
La puissance considérable que lui donnent ses fonctions est renforcée par son action de justicier local. Il est loyal au roi Henri Ier Beauclerc, et comme tous les barons du royaume, jure de préserver les droits à la couronne de Mathilde, la fille héritière d'Henri Ier.

### Pendant l'Anarchie anglaise
Néanmoins, à la mort du roi en 1135, il reconnait aussitôt Étienne de Blois, le cousin de Mathilde, comme roi d'Angleterre. À Pâques 1136, il est son connétable. Miles reste proche du roi dans les premières années de son règne. Il est souvent présent à la cour royale et témoin de chartes. Pour ses services il reçoit quelques faveur d'Étienne. Son fils Roger est autorisé à épouser Cécile, la fille et héritière de Pain FitzJohn. En 1136, il est envoyé par Étienne à la rescousse de la veuve de Richard de Clare, qui a été tué dans une embuscade par les Gallois, car elle est assiégée dans le château de Cardigan. Étienne est à Gloucester en mai 1138, et Miles l'accompagne au siège de Shrewsbury en août de la même année.
En 1138, son voisin Robert, le comte de Gloucester et fils illégitime d'Henri Ier se rebelle contre Étienne, mais Miles lui reste loyal. En 1139, Mathilde débarque en Angleterre, et il rejoint presque aussitôt son parti. Ce soudain revirement d'allégeance doit probablement autant à une légitime adhésion à la cause de l'Emperesse, qu'à son instinct de conservation. En effet, son très puissant voisin Robert de Gloucester, 1er comte de Gloucester, et demi-frère de Mathilde, a déjà rejoint son parti, et la situation devient alors intenable.
Quelle que soit sa motivation, Miles se montre l'un des commandants les plus efficaces de Mathilde. En 1139, il place les villes de Gloucester et Hereford sous son contrôle, secourt Wallingford, et met à sac Worcester. Le roi Étienne le prive immédiatement de sa dignité de connétable. Il expulse les forces royalistes de Winchcombe, mais échoue à prendre le château de Sudeley. En 1141, il doit couvrir la fuite de Mathilde l'Emperesse durant la déroute de Winchester. Robert de Gloucester est capturé, lui s'échappe après avoir abandonné ses armes et son armure. Il arrive alors à Gloucester « fatigué, seul, et à moitié nu »,. 
Plus tôt cette année-là, après la capture du roi Étienne à la bataille de Lincoln, Mathilde est virtuelle reine d'Angleterre. Elle le crée comte d'Hereford le 25 juillet 1141, le confirmant ainsi dans sa fonction de commandant militaire des marches galloises du sud. L'une de ses missions est de lever des fonds pour les campagnes de l'Emperesse. Ne voyant pas pourquoi le clergé échapperait à l'impôt, il essaye de taxer l'Église. Il rencontre une opposition sévère du corps ecclésiastique, et est même frappé d'interdit par Robert de Béthune, évêque d'Hereford. 
C'est probablement à ses pratiques fiscales, communes dans les deux camps durant la guerre civile, que l'on doit le ton hostile et lugubre des commentateurs ecclésiastiques du conflit. Il fut écrit que c'était un temps où « les hommes disaient ouvertement que le Christ et ses saints dormaient ». 
Pour C. Tyerman, bien qu'apparemment inconstant, Miles n'est pas l'un des représentants de l'anarchie féodale. Il choisit le camp de l'Emperesse probablement par calcul politique, mais une fois décidé, il reste loyal. Il est pourtant associé à Ranulph de Gernon et Geoffrey de Mandeville comme étant de ceux qui n'agissaient pas pour le bien public.
Il trouve la mort en chassant dans la forêt de Dean, tué par une flèche perdue. Un accident rappelant étrangement les circonstances de la mort du roi Guillaume II le Roux. Il est inhumé au prieuré de Llanthony, Brecknockshire.

## Mariage et descendance
En 1121, il épousa Sybille de Neuf-Marché, fille et héritière de Bernard de Neuf-Marché († 1125), lord de Brecknock, et de Nesta. Ils eurent huit enfants connus :
- Roger († 1155), succéda à son père comme comte d'Hereford, lord d'Abergavenny et Brecknock, et connétable d'Angleterre. Après une dispute avec Henri II ;
- Walter († 1159/1160), succéda à son frère comme lord d'Abergavenny et Brecknock. Connétable d'Henri II, shérif du Gloucestershire. Il mourut pendant un pèlerinage en Palestine ;
- Henri († entre 1159 et 1163), il succéda à son frère Walter. Connétable d'Angleterre. Il mourut assassiné par un Gallois ;
- Mahel († v. 1165), il succéda à son frère Henri. À sa mort, le patrimoine familial est partagé entre ses trois sœurs[10] ;
- William († v. 1165) ;
- Margaret († 1187), épousa Onfroy (II) de Bohun, sénéchal d'Henri Ier puis d'Étienne. Leur fils Humphrey héritera apparemment de la fonction de connétable d'Angleterre ;
- Berthe, épousa Guillaume (II) de Briouze ;
- Lucy († après 1193), épousa Herbert FitzHerbert, chambellan d'Henri Ier.

### Sources
- David Walker, « Gloucester, Miles of, earl of Hereford (d. 1143) », Oxford Dictionary of National Biography, Oxford University Press, 2004.
- « Miles of Gloucester », Christopher Tyerman, Who's Who in Early Medieval England, 1066-1272, Shepheard-Walwyn, 1996 (ISBN 0856831328), p. 148-149.
- D. Walker, Miles of Gloucester, Bristol and Gloucester Archeological Society, 1958-1959.
- Comtes d'Hereford sur Medieval Lands.